# Таміка куцохвоста
Та́міка куцохвоста (Cisticola textrix) — вид горобцеподібних птахів родини тамікових (Cisticolidae). Мешкає в Південній Африці.

## Підвиди
Виділяють п'ять підвидів:

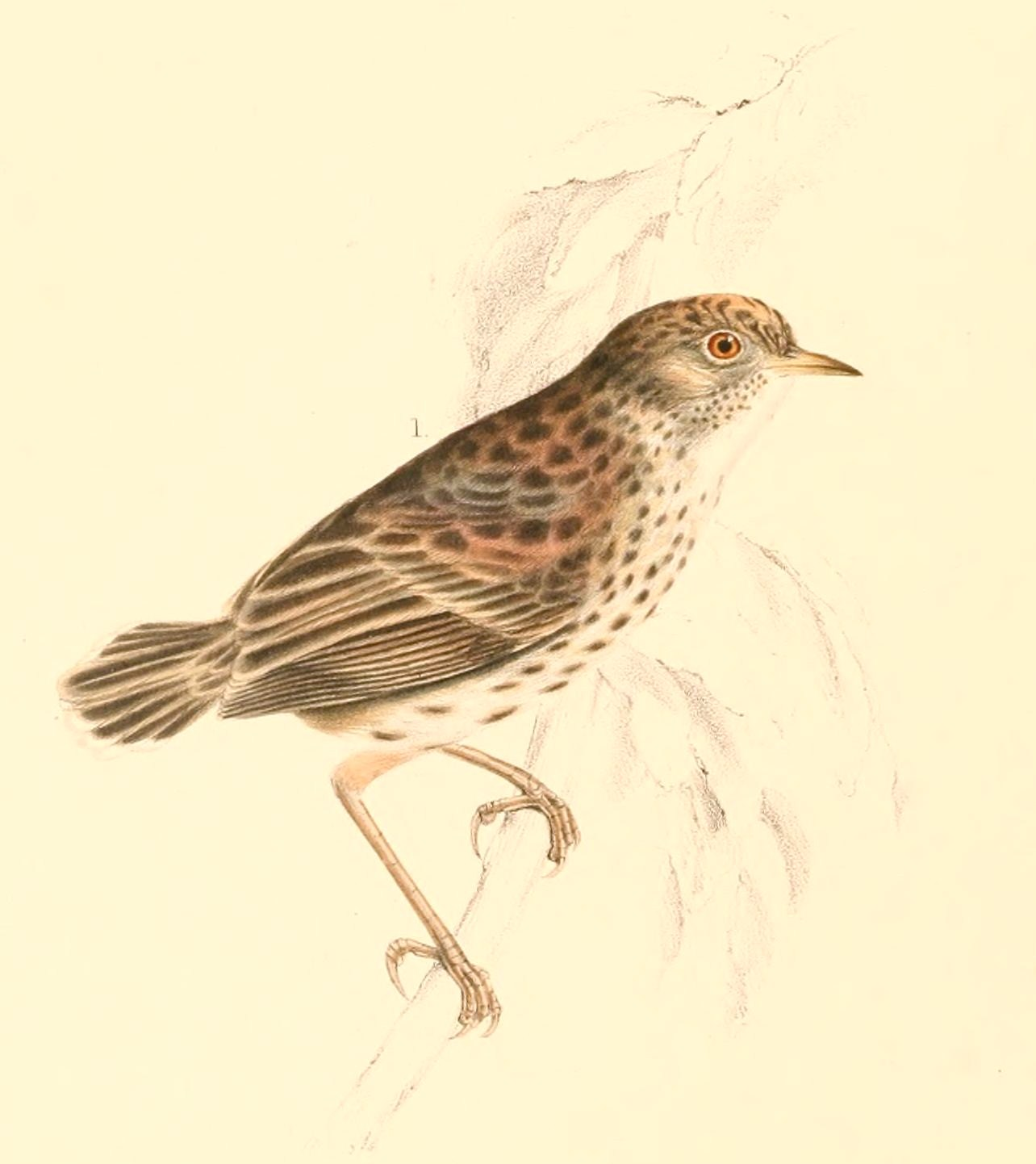
Куцохвоста таміка

- C. t. bulubulu Lynes, 1931 — західна Ангола;
- C. t. anselli White, CMN, 1960 — східна Ангола і західна Замбія;
- C. t. major (Roberts, 1913) — центр і схід ПАР;
- C. t. marleyi (Roberts, 1932) — південний Мозамбік і східне узбережжя ПАР;
- C. t. textrix (Vieillot, 1817) — південь ПАР.

## Поширення і екологія
Куцохвості таміки поширені в Анголі, Замбії, Мозамбіку, Південно-Африканській Республіці, Лесото і Есватіні. Вони живуть на сухих рівнинних луках.